# Kyrkobyn (norra delen)
Kyrkobyn (norra delen) var före 2015 en av SCB avgränsad och namnsatt småort i Kyrkobyn, Kungsbacka kommun. Vid 2015 års avgränsning klassades den som en del av tätorten Hagryd-Dala.